# Kévin Borlée
Kévin Borlée (Woluwe-Saint-Lambert, 22 febbraio 1988) è un velocista belga, medaglia di bronzo nei 400 metri piani ai Mondiali di Taegu 2011.

## Biografia
Gemello di Jonathan Borlée e fratello di Olivia e Dylan, tutti atleti come lui. I quattro sono allenati dal padre Jacques. Sia Kevin che Jonathan, ottengono i loro primi risultati ai campionati nazionali indoor nel 2006 a Gand, dove Kevin vince i 400 metri e Jonathan i 200 metri piani.
Il 19 agosto 2008, ai Giochi olimpici di Pechino, stabilisce in semifinale il record nazionale con 44"88 ma non si qualifica per la finale. Nella staffetta 4×400 metri composta da Kévin Borlée, Jonathan Borlée, Cédric Van Branteghem e Arnaud Ghislain si qualificano per la finale con il nuovo record nazionale di 3'00"67. In finale arrivarono quinti migliorando ancora il record precedentemente stabilito (2'59"37).
Alla fine dell'anno riceve il Gouden Spike, un premio annuale che viene dato ad un atleta (sia maschio che femmina) in Belgio in base ai risultati ottenuti. Sempre nel 2008 i due fratelli si trasferiscono a Tallahassee, in Florida, per frequentare la Florida State University. Ai Campionati del mondo di atletica leggera 2009 a Berlino è arrivato quarto con la staffetta 4×400 m (vinta dagli Stati Uniti).
Ai Campionati del mondo di atletica leggera indoor 2010 a Doha arriva secondo con la staffetta 4×400 m dietro gli Stati Uniti. Lo stesso anno, ai Campionati europei di atletica leggera 2010 a Barcellona vince i 400 m stabilendo il suo record personale stagionale (45"08) davanti ai britannici Michael Bingham e Martyn Rooney. Nella 4×400 m, invece, arrivano terzi con il tempo di 3'02"60, battuti da Russia e Regno Unito. Martedì 30 agosto 2011, ai Campionati del mondo di atletica leggera 2011 a Taegu, si classifica terzo con il tempo di 44"90.

## Palmarès
| Anno                             | Manifestazione           | Sede           | Evento        | Risultato  | Prestazione | Note                                     |
| -------------------------------- | ------------------------ | -------------- | ------------- | ---------- | ----------- | ---------------------------------------- |
| In rappresentanza del Belgio     |                          |                |               |            |             |                                          |
| 2006                             | Mondiali U20             | Pechino        | 400 m piani   | Semifinale | 46"95       |                                          |
| 2006                             | Mondiali U20             | Pechino        | 4×400 m       | 5º         | 3'07"03     | Record nazionale                         |
| 2008                             | Giochi olimpici          | Pechino        | 400 m piani   | Semifinale | 44"88       | Record nazionale                         |
| 2008                             | Giochi olimpici          | Pechino        | 4×400 m       | 4º         | 2'59"37     | Record nazionale                         |
| 2009                             | Mondiali                 | Berlino        | 400 m piani   | Semifinale | 45"28       | Miglior prestazione personale stagionale |
| 2009                             | Mondiali                 | Berlino        | 4×400 m       | 4º         | 3'01"88     |                                          |
| 2010                             | Mondiali indoor          | Doha           | 4×400 m       | Argento    | 3'06"94     | Miglior prestazione personale            |
| 2010                             | Europei                  | Barcellona     | 400 m piani   | Oro        | 45'08"      |                                          |
| 2010                             | Europei                  | Barcellona     | 4×400 m       | Bronzo     | 3'02"60     |                                          |
| 2011                             | Europei indoor           | Parigi         | 4×400 m       | Bronzo     | 3'06"57     |                                          |
| 2011                             | Mondiali                 | Taegu          | 400 m piani   | Bronzo     | 44"90       |                                          |
| 2011                             | Mondiali                 | Taegu          | 4×400 m       | 4º         | 3'00"41     |                                          |
| 2012                             | Europei                  | Helsinki       | 4×400 m       | Oro        | 3'01"09     |                                          |
| 2012                             | Giochi olimpici          | Londra         | 400 m piani   | 5º         | 44"81       |                                          |
| 2012                             | Giochi olimpici          | Londra         | 4×400 m       | 5º         | 3'01"83     |                                          |
| 2013                             | Europei indoor           | Göteborg       | 4×400 m       | 4º         | 3'07"98     |                                          |
| 2013                             | Mondiali                 | Mosca          | 400 m piani   | Semifinale | 45"03       |                                          |
| 2013                             | Mondiali                 | Mosca          | 4×400 m       | 4º         | 3'01"02     |                                          |
| 2014                             | World Relays             | Nassau         | 4×400 m       | 9º         | 3'02"91     |                                          |
| 2014                             | Europei                  | Zurigo         | 400 m piani   | Semifinale | 46"15       |                                          |
| 2014                             | Europei                  | Zurigo         | 4×400 m       | 6º         | 3'02"60     |                                          |
| 2015                             | Europei indoor           | Praga          | 4×400 m       | Oro        | 3'02"87     | Record europeo                           |
| 2015                             | World Relays             | Nassau         | 4×400 m       | Bronzo     | 2'59"33     | Record nazionale                         |
| 2015                             | Mondiali                 | Pechino        | 400 m piani   | Semifinale | 44"74       | Miglior prestazione personale stagionale |
| 2015                             | Mondiali                 | Pechino        | 4×400 m       | 5º         | 3'00"24     |                                          |
| 2016                             | Mondiali indoor          | Portland       | 4×400 m       | 6º         | 3'09"71     |                                          |
| 2016                             | Europei                  | Amsterdam      | 400 m piani   | 4º         | 45"60       |                                          |
| 2016                             | Europei                  | Amsterdam      | 4×400 m       | Oro        | 3'01"10     |                                          |
| 2016                             | Giochi olimpici          | Rio de Janeiro | 400 m piani   | Batteria   | 45"90       |                                          |
| 2016                             | Giochi olimpici          | Rio de Janeiro | 4×400 m       | 4º         | 2'58"52     | Record nazionale                         |
| 2017                             | Europei indoor           | Belgrado       | 4×400 m       | Argento    | 3'07"80     |                                          |
| 2017                             | World Relays             | Nassau         | 4×400 m       | 10º        | 3'07"14     |                                          |
| 2017                             | Mondiali                 | Londra         | 400 m piani   | Semifinale | 45"10       |                                          |
| 2017                             | Mondiali                 | Londra         | 4×400 m       | 4º         | 3'00"04     |                                          |
| 2018                             | Mondiali indoor          | Birmingham     | 4×400 m       | Bronzo     | 3'02"51     | Record nazionale                         |
| 2018                             | Europei                  | Berlino        | 400 m piani   | Argento    | 45"13       |                                          |
| 2018                             | Europei                  | Berlino        | 4×400 m       | Oro        | 2'59"47     | Miglior prestazione europea stagionale   |
| 2019                             | Europei indoor           | Glasgow        | 4×400 m       | Oro        | 3'06"27     |                                          |
| 2019                             | Mondiali                 | Doha           | 4×400 m       | Bronzo     | 2'58"78     | Miglior prestazione personale stagionale |
| 2019                             | Mondiali                 | Doha           | 4×400 m mista | 6º         | 3'14"22     | Record nazionale                         |
| 2021                             | Europei indoor           | Toruń          | 4×400 m       | 4º         | 3'06"96     |                                          |
| 2021                             | World Relays             | Chorzów        | 4×400 m       | 8º         | 3'10"74     |                                          |
| 2021                             | World Relays             | Chorzów        | 4×400 m mista | 4º         | 3'17"92     |                                          |
| 2021                             | Giochi olimpici          | Tokyo          | 4×400 m       | 4º         | 2'57"88     | Record nazionale                         |
| 2021                             | Giochi olimpici          | Tokyo          | 4×400 m mista | 5º         | 3'11"51     | Record nazionale                         |
| 2022                             | Mondiali indoor          | Belgrado       | 4×400 m       | Oro        | 3'06"52     | Miglior prestazione personale stagionale |
| 2022                             | Mondiali                 | Eugene         | 400 m piani   | Semifinale | 45"26       |                                          |
| 2022                             | Mondiali                 | Eugene         | 4×400 m       | Bronzo     | 2'58"72     | Miglior prestazione personale stagionale |
| 2022                             | Europei                  | Monaco         | 400 m piani   | Semifinale | dnf         |                                          |
| 2022                             | Europei                  | Monaco         | 4×400 m       | Argento    | 2'59"49     |                                          |
| 2023                             | Europei indoor           | Istanbul       | 4×400 m       | Oro        | 3'05"83     | Miglior prestazione europea stagionale   |
| 2024                             | Giochi olimpici          | Parigi         | 4x400 m       | 4ª         | 2'57"75     | Record nazionale                         |
| In rappresentanza della Vallonia |                          |                |               |            |             |                                          |
| 2013                             | Giochi della Francofonia | Nizza          | 4×100 m       | Bronzo     | 39"58       |                                          |

## Altre competizioni internazionali
2012
- Vincitore della Diamond League nella specialità dei 400 m piani (10 punti)

## Riconoscimenti
- Gouden Spike (2008, 2010, 2011)